# Chlorospatha gentryi
Chlorospatha gentryi är en kallaväxtart som beskrevs av Michael Howard Grayum. Chlorospatha gentryi ingår i släktet Chlorospatha och familjen kallaväxter.
Artens utbredningsområde är Colombia. Inga underarter finns listade.